# Raphaël Bassan
Raphaël Bassan, né le 26 août 1948 en Bulgarie, est un journaliste, critique de cinéma et réalisateur français, spécialiste du cinéma expérimental.

## Biographie
Raphaël Bassan s'oriente tout d'abord vers une carrière littéraire, fondant en 1970, avec Hubert Haddad, la revue de poésie Le Point d'Être. Il réalise son premier court-métrage en 1969. Un autre membre du Point d'être, Jean-Paul Bourre, fait revivre ces années-là dans son roman autobiographique  Guerriers du rêve : il y évoque Raphaël Bassan poète et cinéaste.
Bassan se consacre, à partir de 1970, à la réflexion sur le cinéma en général et, aussi, plus particulièrement sur le cinéma expérimental, ignoré de la plupart de ses collègues. Il écrit des articles de critique cinématographique, notamment pour Libération, Politique hebdo, Écran ou encore La Revue du cinéma, et devient journaliste professionnel.
Il est, par ailleurs, programmateur  et l’un des cofondateurs, en 1971, de la coopérative de distribution indépendante le Collectif Jeune Cinéma (CJC). Il en est élu président d'honneur en 2023.
Il collabore en tant que critique, aux revues Bref, le magazine du court métrage (et  à sa version en ligne ), Zeuxis, jusqu'en 2007, Europe , aux webzines français Objectif Cinéma, jusqu'en 2006  et australien Senses of Cinema à l'Encyclopædia Universalis et, en 2015, aux Cahiers du cinéma.

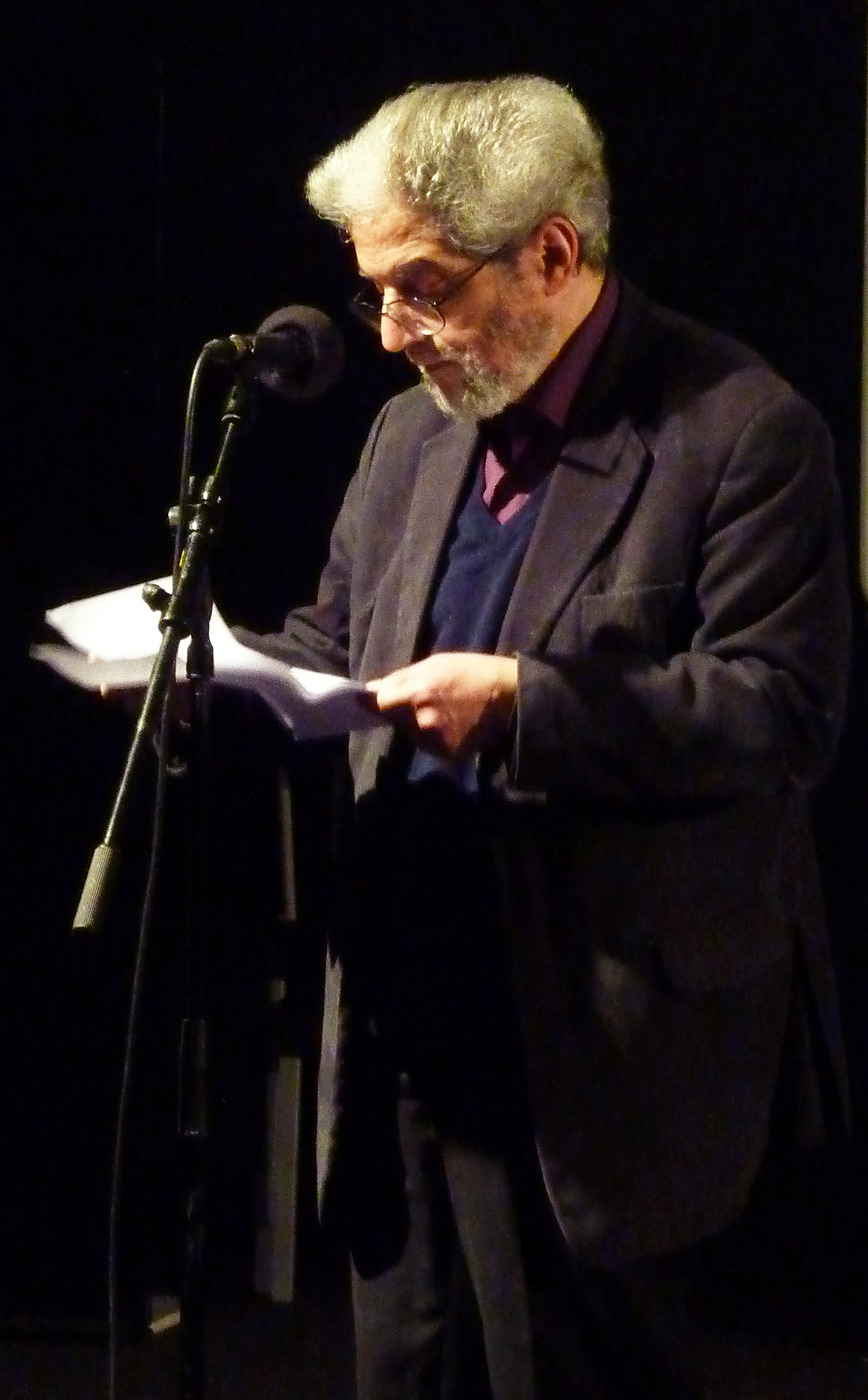
Raphaël Bassan au Centre Pompidou, lors de sa « Carte Blanche » en 2014.

Raphaël Bassan pratique plus la « politique des films » que celle des auteurs ou des genres. Il ne se limite pas au cinéma expérimental, mais aborde tous les sujets. Il assure, depuis 1984, la chronique cinéma de la revue Europe où il suit l'actualité. Dans tout article, il entre dans l'univers propre de son sujet d'étude en tenant compte, à chaque fois, de son écosystème particulier. Il ne voit donc pas d'incompatibilité à écrire, selon les sorties en salles ou l'exigence de ses choix personnels, sur des films de Jean-Luc Godard, de  Jacques Rivette, de Jim Jarmusch, de Manoel de Oliveira, de Raoul Ruiz ou, encore, de Stan Brakhage ou Jonas Mekas. Sa collaboration au périodique du court métrage Bref, le magazine du court métrage, depuis le numéro 1 (paru en 1989), lui permet — le monde du court métrage étant plus ouvert sur  les cinémas différents — d'écrire régulièrement sur le cinéma expérimental
.
Il a écrit dans l'Encyclopædia Universalis des articles sur le cinéma d’avant-garde, le cinéma afro-américain (ces deux dernières entrées ont été remises à jour en 2019) , ainsi que des textes sur Tod Browning, Roger Corman, Spike Lee, Atom Egoyan, Todd Haynes, Tariq Teguia, Kenneth Anger ou Chantal Akerman.
François Thomas note que : « Le court métrage expérimental, dans la période qui nous occupe, est à peu près passé sous silence, ou dénigré par la cinéphilie. C’est ce que Dominique Noguez a appelé un cinéma expérimental fantôme… La vraie floraison du discours sur le cinéma expérimental date des années 1968 et suivantes ».
Dominique Noguez et Raphaël Bassan ont été les principaux artisans de ce renouveau. Le premier grâce à un enseignement de haut niveau au sein du centre Saint-Charles de l’Université Paris I, le second en se faisant le chroniqueur attentif, dans la presse, de l’évolution de ce cinéma par des articles sur des cinéastes, des comptes-rendus de festivals, des réflexions sur l’évolution de l’esthétique cinématographique. Il publie ses premiers textes importants dans la revue Téléciné : un « Dictionnaire des cinéastes » (no 180, juillet 1973, coécrit avec Noël Burch) et « Knokke-Heist : le Jeu de la structure et du sens » (no 190, avril 1975), étude documentée sur l'édition 1974 du Festival international du cinéma expérimental de Knokke-le-Zoute.
Il poursuit ce travail durant cinq décennies. Il a publié, dans le numéro 100 de la revue Bref, le magazine du court métrage) (novembre 2011), un entretien croisé entre le cinéaste expérimental Patrick Bokanowski et le vidéaste Robert Cahen .
Raphaël Bassan publie en 2001, dans la collection, aujourd'hui défunte, Europe/poésie, émanation de la revue Europe, ses poèmes de jeunesse sous le titre Rites et rituels  et il réunit, en 2014, dans un ouvrage de 340 pages, Cinéma expérimental. Abécédaire pour une contre-culture, de nombreux textes qu’il a écrits depuis 1977 sur le cinéma expérimental (biographies de cinéastes, études sur des genres comme le cinéma abstrait ou le cinéma structurel, des entretiens avec des réalisateurs ou des théoriciens comme Raymond Bellour, Alain Virmaux  ou Érik Bullot ) publié chez Yellow Now. Ce n’est pas uniquement une compilation de textes, car l'ensemble se présente comme un essai sur ce cinéma de 1920 aux années 2010.
Ses trois  courts métrages sont édités en 2017 par Re:Voir Vidéo sous le titre Raphaël Bassan, le critique filmeur .

## Filmographie
- 1969 : Le Départ d'Eurydice (court métrage)
- 1971 : Prétextes (court métrage)
- 2003 : Lucy en miroir (court métrage)

## Publications
- Cinémas d'avant-garde (expérimental et militant), dir. Raphaël Bassan et Guy Hennebelle, CinémAction no 10-11, printemps-été 1980
- Rites et rituels, recueil de poèmes (1966-1972), Europe /Poésie, 2001
- Norman McLaren : le silence de Prométhée , Les Cahiers de Paris expérimental no 17, 2004
- Cinéma et abstraction : des croisements , Les Cahiers de Paris expérimental no 25, 2007
- Cinéma expérimental. Abécédaire pour une contre-culture. Yellow Now/Côté Cinéma, 2014.  (ISBN 978-2-87340-335-5)
- Raphaël Bassan, le critique filmeur. Re:Voir Vidéo, 2017. N° CNC EDV 519.

### Documentaire
- 2003 : Les Deux Lucy (making of de Lucy en miroir) réalisé par Frédérique Devaux